# Torneo Nacional de Clubes 2013 (Chile)
El Torneo Nacional de Clubes de 2013 fue la 66° edición del torneo de rugby de primera división de Chile.

## Primera fase
|  | Clasifica a la Copa de Oro.   |
|  | Clasifica a la Copa de Plata. |

### Grupo A
| Pos. | Equipo               | Encuentros | Encuentros | Encuentros | Encuentros | Tantos | Tantos | Tantos | PB | PB | Puntos |
| Pos. | Equipo               | PJ         | PG         | PE         | PP         | F      | C      | Dif    | BO | BD | Puntos |
| ---- | -------------------- | ---------- | ---------- | ---------- | ---------- | ------ | ------ | ------ | -- | -- | ------ |
| 1.º  | Old Boys             | 6          | 5          | 1          | 0          | 205    | 84     | +121   | 4  | 0  | 26     |
| 2.º  | Old Macks            | 6          | 4          | 0          | 2          | 272    | 127    | +145   | 4  | 2  | 22     |
| 3.º  | Universidad Católica | 6          | 3          | 2          | 1          | 242    | 130    | +112   | 4  | 0  | 20     |
| 4.º  | Old John's           | 6          | 4          | 0          | 2          | 179    | 111    | +68    | 2  | 0  | 18     |
| 5.º  | Old Reds             | 6          | 2          | 1          | 3          | 166    | 171    | -5     | 1  | 0  | 11     |
| 6.º  | Alumni SC            | 6          | 1          | 0          | 5          | 154    | 182    | -28    | 2  | 2  | 8      |
| 7.º  | Santo Tomás          | 6          | 0          | 0          | 6          | 53     | 466    | -413   | 0  | 0  | 0      |

### Grupo B
| Pos. | Equipo              | Encuentros | Encuentros | Encuentros | Encuentros | Tantos | Tantos | Tantos | PB | PB | Puntos |
| Pos. | Equipo              | PJ         | PG         | PE         | PP         | F      | C      | Dif    | BO | BD | Puntos |
| ---- | ------------------- | ---------- | ---------- | ---------- | ---------- | ------ | ------ | ------ | -- | -- | ------ |
| 1.º  | Los Troncos         | 6          | 4          | 1          | 1          | 159    | 106    | +53    | 3  | 1  | 22     |
| 2.º  | Stade Français      | 6          | 5          | 0          | 1          | 152    | 121    | +31    | 2  | 0  | 22     |
| 3.º  | COBS                | 6          | 4          | 0          | 2          | 213    | 108    | +105   | 3  | 2  | 21     |
| 4.º  | Viña RC             | 6          | 3          | 1          | 2          | 154    | 97     | +57    | 3  | 0  | 17     |
| 5.º  | PWCC                | 6          | 2          | 0          | 4          | 109    | 108    | +1     | 1  | 1  | 10     |
| 6.º  | Sporting Rugby Club | 6          | 2          | 0          | 4          | 97     | 206    | -109   | 0  | 0  | 8      |
| 7.º  | Old Georgians       | 6          | 0          | 0          | 6          | 76     | 214    | -138   | 0  | 1  | 1      |

## Copa de Plata
|  | Clasifica a las semifinales de plata. |

| Pos. | Equipo              | Encuentros | Encuentros | Encuentros | Encuentros | Tantos | Tantos | Tantos | PB | PB | Puntos |
| Pos. | Equipo              | PJ         | PG         | PE         | PP         | F      | C      | Dif    | BO | BD | Puntos |
| ---- | ------------------- | ---------- | ---------- | ---------- | ---------- | ------ | ------ | ------ | -- | -- | ------ |
| 1.º  | Old Reds            | 6          | 6          | 0          | 0          | 203    | 87     | +116   | 3  | 0  | 27     |
| 2.º  | Alumni SC           | 6          | 5          | 0          | 1          | 196    | 104    | +92    | 3  | 0  | 23     |
| 3.º  | Viña RC             | 6          | 3          | 0          | 3          | 168    | 105    | +63    | 2  | 2  | 16     |
| 4.º  | Old Georgians       | 6          | 3          | 0          | 3          | 141    | 125    | +16    | 2  | 1  | 15     |
| 5.º  | PWCC                | 6          | 3          | 0          | 3          | 123    | 99     | +24    | 2  | 1  | 15     |
| 6.º  | Sporting Rugby Club | 6          | 1          | 0          | 5          | 105    | 141    | -36    | 2  | 2  | 8      |
| 7.º  | Santo Tomás         | 6          | 0          | 0          | 6          | 51     | 326    | -275   | 0  | 0  | 0      |

### Semifinales
| 20 de octubre de 2013 | Old Reds | 53 - 7 | Old Georgians |  |  |

| 20 de octubre de 2013 | Alumni SC | 18 - 17 | Viña RC |  |  |

#### Final
| 26 de octubre de 2013 | Old Reds | 13 - 6 | Alumni SC |  |  |

| Bandera de Chile               |
| Ganador Copa de plata Old Reds |

## Copa de Oro
|  | Clasifica a las semifinales de oro. |

| Pos. | Equipo               | Encuentros | Encuentros | Encuentros | Encuentros | Tantos | Tantos | Tantos | PB | PB | Puntos |
| Pos. | Equipo               | PJ         | PG         | PE         | PP         | F      | C      | Dif    | BO | BD | Puntos |
| ---- | -------------------- | ---------- | ---------- | ---------- | ---------- | ------ | ------ | ------ | -- | -- | ------ |
| 1.º  | Old Macks            | 6          | 5          | 0          | 1          | 198    | 108    | +90    | 3  | 1  | 24     |
| 2.º  | Old Boys             | 6          | 4          | 1          | 1          | 187    | 110    | +77    | 3  | 0  | 21     |
| 3.º  | Universidad Católica | 6          | 4          | 0          | 2          | 163    | 178    | -15    | 2  | 0  | 18     |
| 4.º  | COBS                 | 6          | 3          | 0          | 3          | 232    | 149    | +83    | 3  | 1  | 16     |
| 5.º  | Stade Français       | 6          | 3          | 0          | 3          | 198    | 113    | +85    | 3  | 1  | 16     |
| 6.º  | Los Troncos          | 6          | 1          | 0          | 5          | 83     | 233    | -150   | 0  | 1  | 5      |
| 7.º  | Old Johns            | 6          | 0          | 1          | 5          | 92     | 262    | -170   | 0  | 2  | 4      |

### Semifinales
| 20 de octubre de 2013 | Old Mackayans | 19 - 32 | COBS |  |  |

| 20 de octubre de 2013 | Old Boys | 11 - 32 | Universidad Católica |  |  |

#### Final
| 26 de octubre de 2013 | COBS | 26 - 17 | Universidad Católica |  |  |

| Bandera de Chile |
| Campeón COBS     |
| Tercer título    |